# Гадашев, Эльшад Эльдарович
Эльшад Гадашев (азерб. Elşad Qadaşev; 1 мая 1968, Баку, Азербайджанская ССР) — советский и российский баскетболист азербайджанского происхождения. Рост — 205 см. Центровой. Мастер спорта СССР.

## Биография
Родился и вырос в Баку. Здесь начал заниматься баскетболом.
В 1986 году переезжает в Москву, выступал за «Динамо» (Москва).
После Олимпиады в Барселоне уехал играть в Турцию. Выступал за ПТТ, где его партнером был Виктор Бережной. Из-за систематических невыплат зарплаты в начале 1993 вернулся в «Динамо». По признанию игрока, на тот момент оказался чуть ли не играющим тренером — опытных игроков не было, а юная и перспективная молодежь терпела поражение за поражение.
В сезоне 1993/94 играл за латвийский Броцены.

## Достижения
- Участник Олимпийских игр 1992 года в составе Объединененной команды.
- Бронзовый призёр чемпионата Европы по баскетболу 1989 года.
- Чемпион Латвии 1993, 1994.